# Лейзи Лестер
Лейзи Лестер (англ. Lazy Lester, настоящее имя Лесли Карсуэлл Джонсон (англ. Leslie Johnson); 20 июня 1933, Торрас, Луизиана, США — 22 августа 2018, Парадайс, Калифорния, США) — американский блюзовый мультиинструменталист, харпер, гитарист, вокалист и автор песен. Лауреат Blues Music Awards в номинации «Альбом современного блюза» (1988); номинант Blues Music Awards в номинациях «Исполнитель традиционного блюза» (1989, 2012), «Альбом традиционного блюза» (2012), «Альбом-возвращение» (2000), «Блюзовый харпер» (2012). Член Зала славы блюза (2012. Пионер свомп-блюза, один из ключевых создателей свомп-блюза Южной Луизианы.

## Биография
Лесли Джонсон родился в ныне не существующем городке Торрас в Луизиане в семье Роберта Джонсона и Мэгги Хартфорд, рос в Скотлендвилле, пригороде Батон-Ружа. В детстве он работал на заправке, лесорубом и в продуктовом магазине, где купил губную гармошку и знаменитую пластинку Литтл Уолтера «Juke». Он начал играть на гитаре приблизительно в возрасте 11 лет и уже в подростковом возрасте выступал в Батон-Руж и его окрестностях с Рафулом Нилом, будущим создателем The Rhythm Rockers. К середине 1950-х он присутствовал на блюзовой сцене Луизианы, хотя и не был в числе популярных артистов. Тем не менее, ему удавалось выступить с такими мастерами, как Бадди Гай, Лайтнин Хопкинс и Слим Харпо. В 1957 году, когда Бадди Гай уехал в Чикаго, Лесли Джонсон заменил его в местной группе.
Карьера Лесли Джонсона пошла вверх, когда он познакомился, сев в автобусе рядом, с Лайтнин Слимом, который ехал записываться на студию Excello. Лесли Джонсон увязался со Слимом в студию: «поскольку Лестеру очень хотелось быть рядом с большим музыкальным событием». На сессию записи не явился назначенный харпер Уайльд Билл Филлипс. Его безуспешно искали полдня, и Лесли Джонсон сам предложил сыграть на гармошке. Игра Джонсона настолько впечатлила продюсера Джея Миллера, что он решил записать его сольно, а также включить в состав постоянной группы студии, которая аккомпанировала записывающимся музыкантам — причём как на гармонике, так и на гитаре, бас-гитаре или ударных: «Лестер делал всё. Он пел. Он играл на гармошке. Он играл на гитаре. И он обеспечивал все мыслимые виды перкуссии от настоящих барабанов до ударов по картонным коробкам, деревянным брускам или сёдлам, постукивания газетами на коленях или даже стука по стенам». Джей Миллер и дал музыканту прозвище Лейзи Лестер (рус. Ленивый Лестер) из-за его лаконичной, непринужденной манеры игры: «Он сказал, что я никогда не тороплюсь, что я медленно двигаюсь и у меня ленивый акцент». Собственно сам Лестер подтверждал:  «я никогда не торопился что-то делать». В 1958 году вышли первые настоящие хиты музыканта «I'm A Lover Not A Fighter»и «Sugar Coated Love».
До 1967 года на Excello вышло 15 синглов музыканта, также он много записывался как сессионный музыкант, в частности с группой Lonesome Sundown, а в 1967 году вышел дебютный альбом Лейзи Лестера. В то время он написал много песен, которые впоследствии исполняли многие звезды рока, кантри, блюза и текс-мекс музыки (The Kinks, Фредди Фендер, Дэйв Эдмондс, Дуайт Йокам, Fabulous Thunderbirds.), например «I'm a Lover Not a Fighter», «I Hear You Knockin'» и «Sugar Coated Love», но по словам Лестера автором песен записывался Миллер или в лучшем случае, Лестер и Миллер. Музыкант полагал что его обманывают с гонорарами, озлобился и в 1967 отказался от музыкальной карьеры, занимаясь различной неквалифицированной работой (включая дорожное строительство, грузоперевозки и лесозаготовки) и своим хобби — рыбалкой.
В 1971 году Фред Рейф организовал концерт Лайтнина Слима на фолк-фестивале Чикагского университета, и Лестера привезли на фестиваль чтобы аккомпанировать Слиму, а затем в 1975 году он и вовсе уехал из Луизианы в Понтиак, штат Мичиган, где он жил с сестрой Слима Харпо. Через несколько лет он возобновил спорадические выступления с некоторыми блюзовыми исполнителями Детройта. В 1979 году по настоянию Фреда Рейфа музыкант выступил на фестивале в Голландии. Очень постепенно он вернулся к выступлениям, иногда выступая с молодыми белыми артистами, такими как Fabulous Thunderbirds и Марша Болл
В 1987 году Лейзи Лестер выпустил в Великобритании свой второй лонгплей под названием Лестер снова в седле, который в 1988 году был признан лучшим альбомом современного блюза по версии Blues Music Awards. С этого времени музыкант приобрёл популярность, много записывался и гастролировал как в США, так и за рубежом, часто возвращаясь в Луизиану для выступлений. «Лейзи Лестер исполнял свой беззаботный стиль луизианского болотного блюза 50-х годов в клубах и на фестивалях вплоть до своей смерти».
В 2012 году был введён в Зал славы блюза, в 1998 году в Зал славы блюза Луизианы.
Постоянно жил в Парадайсе, Калифорния со своей подругой. Умер там же 22 августа 2018 года от рака.
«Как харпер и вокалист, Лестер находился под сильным влиянием Джимми Рида и Литтл Уолтера. Его риффы на губной гармошке были четкими и артикулированными, его вокал немного „сбивчивым“»
«Голос Лестера, хоть его и трудно назвать красивым, был возможно более „болотным“, чем у кого-либо. Невнятный до такой степени, что мелизмы присутствовали почти в каждой ноте, акцентированный, временами грубый, но совершенно естественный».
«Игра на гармонике Лейзи Лестера была почти такой же инстинктивной и вызывающей, как позже играл Хендрикс на гитаре» .

## Избранная дискография
- True Blues – 1967, Blue Horizon/Excello Records
- Lazy Lester: They Call Me Lazy, Flyright Records (ранее неизданные записи на Excello 1960-х)
- Lazy Lester: Poor Boy Blues, Flyright Records (ранее неизданные записи на Excello 1960-х)
- Lazy Lester Rides Again – 1987, Blue Horizon/England
- Harp & Soul – 1988, Alligator Records, с участием Лаки Питерсона и Кенни Нила
- Lazy Lester – 1989, Flyright (ранее неизданные записи на Excello 1960-х)
- I'm a Lover Not a Fighter – 1994, Ace Records
- I Hear You Knockin': Best of the Excello Singles – 1994, Excello/AVI Records
- All Over You – 1998, Antone's Record Label, с участием Сью Фоули и Сары Браун
- Lazy Lester – 2000, APO
- Superharps II – 2001, Telarc, совместно Кэри Беллом, Снуки Прайором и Рафулом Нилом
- Blues Stop Knockin'  – 2001, Antone's с участием Джимми Вона
- Blues On My Radio – 2004, SWMAF с участием Луизиана Ред
- Family Meeting – 2008, Ruf
- One More Once – 2010, Karonte/Cambaya
- You Better Listen – 2011, Bluestown
- New Orleans - 2011 [11][12]